# Iván Vázquez Mellado
Edmundo Iván Vázquez Mellado Pérez (Ciudad de México, México, 14 de diciembre de 1982) es exfutbolista mexicano que se desempeña como portero. Actualmente esta de portero en Club de Cuervos de la Kings League Américas, su último equipo fue el Club León de la Liga MX.

## Trayectoria

### Club Necaxa
Vázquez Mellado se unió al Club Necaxa en 2004, después de haber jugado para los Correcaminos de la UAT en la Primera División A. Debutó para el club el 14 de agosto de 2004 en un partido contra Toluca, que su equipo perdió 1-0.
Se convirtió en el primer jugador en marcar un gol en la Copa México, anotando un tiro libre contra el Querétaro.

## Clubes
| Club                     | País                | Año         | Partidos | Goles |
| ------------------------ | ------------------- | ----------- | -------- | ----- |
| Club Necaxa              | México              | 2002 - 2003 | 0        | 0     |
| Correcaminos de la UAT   | México              | 2003        | 20       | 0     |
| C. A. Zacatepec          | México              | 2004        | 13       | 0     |
| Club Necaxa              | México              | 2004 - 2012 | 167      | 2     |
| Correcaminos de la UAT   | México              | 2012 - 2013 | 39       | 1     |
| Club Necaxa              | México              | 2013 - 2014 | 36       | 0     |
| Leones Negros de la UdeG | México              | 2014 - 2015 | 12       | 0     |
| F. C. Juárez             | México              | 2015 - 2021 | 126      | 1     |
| Club León                | México              | 2021 - 2022 | 4        | 0     |
| Total en su carrera      | Total en su carrera | 2002 - 2022 | 417      | 4     |

## Estadísticas

### Clubes
La siguiente tabla detalla los encuentros disputados y los goles marcados en los clubes en los que ha militado.
| Club Necaxa · México |               |     |   |    |   |   |   |     |   |
| 1ª | 2002-03       | 0   | 0 | -  | - | - | - | 0   | 0 |
| 1ª | 2003-04       | 0   | 0 | -  | - | - | - | 0   | 0 |
| 1ª | 2004-05       | 31  | 0 | 3  | 0 | - | - | 34  | 0 |
| 1ª | 2005-06       | 36  | 0 | 3  | 0 | - | - | 39  | 0 |
| 1ª | 2006-07       | 21  | 0 | 4  | 0 | 0 | 0 | 25  | 0 |
| 1ª | 2007-08       | 15  | 0 | -  | - | - | - | 15  | 0 |
| 1ª | 2008-09       | 10  | 0 | -  | - | - | - | 10  | 0 |
| 2ª | 2009-10       | 24  | 2 | -  | - | - | - | 24  | 2 |
| 1ª | 2010-11       | 1   | 0 | -  | - | - | - | 1   | 0 |
| 2ª | 2011-12       | 19  | 0 | -  | - | - | - | 19  | 0 |
| 2ª | 2013-14       | 29  | 0 | 7  | 0 | - | - | 36  | 0 |
| Total club | Total club    | 186 | 2 | 17 | 0 | 0 | 0 | 203 | 2 |
| Correcaminos U.A.T. · México |               |     |   |    |   |   |   |     |   |
| 2ª | 2002-03       | 2   | 0 | -  | - | - | - | 2   | 0 |
| 2ª | 2003-04       | 18  | 0 | -  | - | - | - | 18  | 0 |
| 2ª | 2012-13       | 31  | 0 | 8  | 1 | - | - | 39  | 1 |
| Total club | Total club    | 51  | 0 | 8  | 1 | - | - | 59  | 1 |
| Club Zacatepec · México |               |     |   |    |   |   |   |     |   |
| 2ª | 2004          | 13  | 0 | -  | - | - | - | 13  | 0 |
| Total club | Total club    | 13  | 0 | -  | - | - | - | 13  | 0 |
| Universidad de Guadalajara · México                                                                                                   |               |     |   |    |   |   |   |     |   |
| 1ª | 2014-15       | 1   | 0 | 11 | 0 | - | - | 12  | 0 |
| Total club | Total club    | 1   | 0 | 11 | 0 | - | - | 12  | 0 |
| Club León · México |               |     |   |    |   |   |   |     |   |
| 1ª | 2021-22       | 3   | 0 | 1  | 0 | - | - | 4   | 0 |
| Total club | Total club    | 3   | 0 | 1  | 0 | - | - | 4   | 0 |
| F.C. Juárez · México |               |     |   |    |   |   |   |     |   |
| 2ª | 2015-16       | 34  | 1 | 0  | 0 | - | - | 34  | 1 |
| 2ª | 2016-17       | 6   | 0 | 2  | 0 | - | - | 8   | 0 |
| 2ª | 2017-18       | 22  | 0 | 2  | 0 | - | - | 24  | 0 |
| 2ª | 2018-19       | 0   | 0 | 14 | 0 | - | - | 14  | 0 |
| 1ª | 2019-20       | 28  | 0 | -  | - | - | - | 28  | 0 |
| 1ª | 2020-21       | 18  | 0 | -  | - | - | - | 18  | 0 |
| Total club | Total club    | 108 | 1 | 18 | 0 | - | - | 126 | 1 |
| Total carrera | Total carrera | 362 | 3 | 55 | 1 | - | - | 417 | 4 |
| (1)Incluye datos de la Copa MX, Interliga (2005-2007) y campeón de campeones (2022). (2)Incluye datos de la Copa Libertadores (2007). |               |     |   |    |   |   |   |     |   |